# Faragó Sári
Faragó Sári (Budapest, 1943. október 26. – Budapest, 2011. március 26.) magyar színésznő.

## Életpályája
Nagyszülei: Sugár Lajos és Singer Margit valamint édesanyja Sugár Sári, valamennyien színészek voltak. Színészi pályáját az Egyetemi Színpadon kezdte 1962-ben. 1963-tól az Állami Déryné Színházhoz szerződött. 1964-től egy évadig az egri Gárdonyi Géza Színház, majd a kecskeméti Katona József Színház színésznője volt. 1967-től a kaposvári Csiky Gergely Színház, 1971-től a Mikroszkóp Színpad tagja volt. 1982-től Németországban lépett fel. Testvére Faragó József színművész, szinkronrendező.

## Fontosabb színházi szerepei
- William Shakespeare: Sok hűhó semmiért... Ursula
- William Shakespeare: A vihar... Ceres
- William Shakespeare: A windsori víg nők... Anna Page
- William Shakespeare: Macbeth... Harmadik boszorkány
- Molière: Tartuffe... Marianne
- Lope de Vega: A hős falu... Pascuala
- Federico García Lorca: Yerma... 2. fiatalasszony
- Tennessee Williams: A vágy villamosa... Néger asszony
- Edvard Radzinszkij: 104 lap a szerelemről... Ira, stewardess
- Antonio Buero Vallejo: Az égető sötétség... Juana
- Robert Thomas: Az áldozat visszatér... Virginie Renoir
- Romain Rolland: A szerelem és a halál játéka... Lodoiska Cerizier
- George Bernard Shaw Pygmalion... Szobalány
- Eugène Scribe: Egy pohár víz... Második udvarhölgy
- Szakonyi Károly: Adáshiba... Saci
- Sós György: Köznapi legenda... Virágáruslány
- Halasi Mária: Akkor, egyetlen egyszer... Edit
- Raffai Sarolta: Egyszál magam... Julika
- Nóti Károly: Nyitott ablak... Kovátsné
- Kellér Dezső – Lajtai Lajos – Szenes Iván: Három tavasz... Olly-Jolly
- Kaszó Elek – Tóth Miklós – Hajdu Júlia: Füredi komédiások... Málika, Duduczék leánya
- Abay Pál: Ne szóljatok bele!... Böbe
- Abay Pál: Piros jaguár... Lili
- Kálmán Imre: Ördöglovas... Sophie

## Szinkronszerepei
- Kukori és Kotkoda (1971) – Csibe I.; Csibi
- Frakk, a macskák réme I-III. (1971-1978) – További szereplők
- Mekk Elek, az ezermester (1973) – Kakukk a kakukkos órában; Egér I.
- Mikrobi I. (1973) – Tripedita lány I.